# Маргинал
Маргина́л, маргина́льный челове́к, маргина́льный элеме́нт (от лат. margo — край) — человек, находящийся на границе различных социальных групп, систем и культур, испытывающий влияние их противоречащих друг другу норм права и ценностей.
В русском языке со времен СССР, маргиналами обычно называют сильно опустившихся людей, находящихся на грани люмпенизации: алкоголики, наркоманы, бомжи, проститутки. Маргинальным может также называться асоциальное поведение.